# تأملات
تأملات (یونانی کوینه: Τὰ εἰς ἑαυτόν، آوانگاری: Ta eis he'auton، ت. «به خود») مجموعه‌ای از نوشته‌های شخصی مارکوس آئورلیوس، فیلسوف و امپراتور روم در سال‌های ۱۶۱ تا ۱۸۰ پس از میلاد است که شامل مجموعهٔ یادداشت‌های شخصی وی خطاب به خود و دیدگاه‌هایش دربارهٔ فلسفه و رواقی‌گری است.مارکوس اورلیوس ۱۲ کتاب تاملات را به زبان یونانی کوینه به عنوان منبعی برای راهنمایی و بهبود خود نوشت. این احتمال وجود دارد که بخش‌های زیادی از این اثر در سیرمیوم نوشته شده باشد، جایی که او زمان زیادی را صرف برنامه‌ریزی لشکرکشی‌های بین سال های ۱۷۰ تا ۱۸۰ م کرده است. برخی از آن‌ها زمانی نوشته شده است که او در آکوئینکوم در لشکرکشی به پانونیا بود، زیرا یادداشت‌های داخلی به ما می‌گویند که کتاب اول زمانی نوشته شد که او علیه کوادی ها در رودخانه گرانووا (هرون امروزی) مبارزه می کرد و کتاب دوم در کارنانتوم نوشته شد.
بعید است که مارکوس اورلیوس هرگز قصد چاپ این نوشته ها را داشته باشد. این اثر هیچ عنوان رسمی ندارد، بنابراین « تأملات» یکی از چندین عنوانی است که معمولاً به مجموعه اختصاص داده می شود. این نوشته‌ها به شکل نقل قول‌هایی هستند که طول آن از یک جمله تا پاراگراف طولانی متفاوت است.

## ساختار
تأملات به ۱۲ کتاب تقسیم شده است که دوره های مختلف زندگی اورلیوس را شرح می دهد. کتاب ها به ترتیب زمانی نیست و برای کسی جز خودش نوشته نشده است. سبک نوشتاری که در متن نفوذ می کند، سبکی است که ساده، سرراست و شاید بازتاب دیدگاه رواقی اورلیوس در مورد متن باشد.موضوع اصلی  تأملات، اهمیت تجزیه و تحلیل قضاوت فرد در مورد خود و دیگران و ایجاد دیدگاهی فرابشری است.اورلیوس طرفدار یافتن جایگاه خود در جهان است و می بیند که همه چیز از طبیعت آمده است و بنابراین همه چیز در زمان مناسب به آن باز خواهد گشت. موضوع قوی دیگر حفظ تمرکز و عدم حواس پرتی در عین حفظ اصول اخلاقی قوی مانند «مرد خوب بودن» است.عقاید رواقی او اغلب شامل پرهیز از افراطاست، مهارتی که انسان را از دردها و لذت های دنیای مادی رها می کند. او ادعا می کند که تنها راهی که می توان به یک مرد توسط دیگران آسیب رساند این است که اجازه دهد واکنش او بر او غلبه کند به عبارت دیگر چیزهایی که خارج از کنترل شما هستند مانند شهرت و سلامتی (برخلاف چیزهایی که در کنترل شما هستند) بی‌ربط هستند و نه خوب هستند و نه بد.

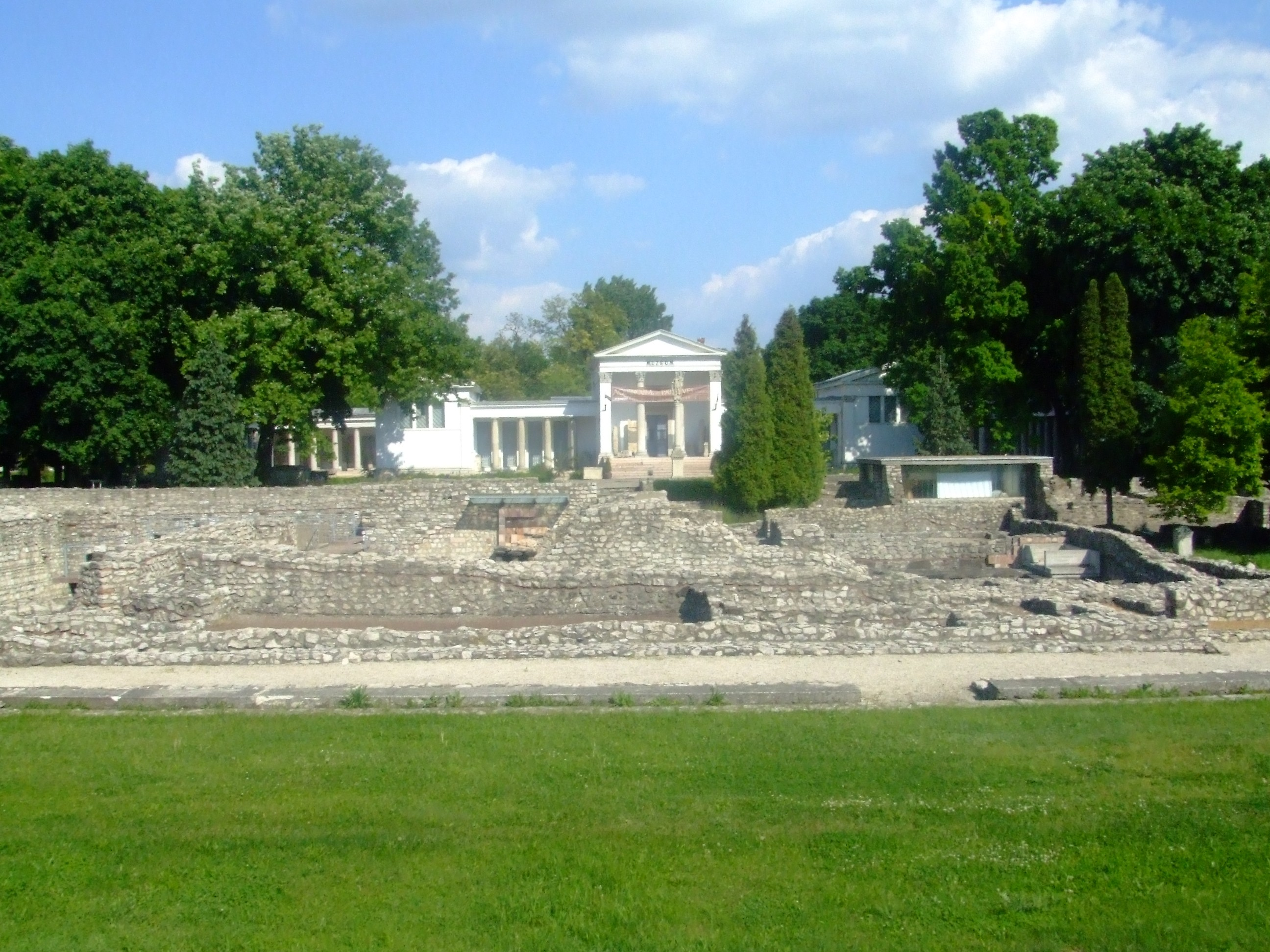
ویرانه‌های شهر باستانی آکوئینکوم، در مجارستان مدرن - مکانی که مارکوس اورلیوس در آن روی تأملات کار می‌کرد.

## تاریخچه متن
تا اوایل قرن دهم هیچ اشاره ای به تأملات نشده است.هرودین مورخ، که در اواسط قرن سوم می نویسد، به میراث ادبی مارکوس اشاره می کند و می گوید: «او در تمام جنبه های برتری داشت و در عشق به ادبیات کهن از هیچ کس، رومی یا یونانی،عقب تر نبود. تمام گفته ها و نوشته های او که به ما رسیده است مشهود است»، بخشی که ممکن است به تأملات اشاره داشته باشد.زندگینامه ای درباره آویدیوس کاسیوس، که تصور می‌شود در قرن چهارم نوشته شده باشد، گزارش می‌دهد که قبل از اینکه مارکوس وارد جنگ‌های مارکومانی شود، از او خواسته شد تا دستورات فلسفه خود را منتشر کند در صورتی که اتفاقی برای او بیفتد این نصایح باقی بماند.اولین اشاره مستقیم به این اثر از آرتاس قیصریه ای(اسقفی که گردآورنده بزرگ نسخه های خطی بود) است.در زمانی قبل از سال ۹۰۷ میلادی، او یک جلد از تأملات را برای دمتریوس، اسقف اعظم هراکلیا، همراه با نامه ای فرستاد: «من مدتی است که نسخه ای قدیمی از سودآورترین کتاب امپراتور مارکوس را دارم، کتاب آنقدر قدیمی که کاملاً   تکه تکه شده است... این کتاب را من کپی کرده ام و می توانم آن را با لباس جدیدش به آیندگان هدیه بدهم."نیکیفور کالیستوس (حدود 1295-1360) در تاریخ کلیسایی خود می نویسد که «مارکوس آنتونینوس کتابی برای آموزش پسرش مارکوس [یعنی کومودوس] نوشت که مملو از تمام تجربیات و آموزش های دنیوی (به یونانی: κοσμικῆς) بود.

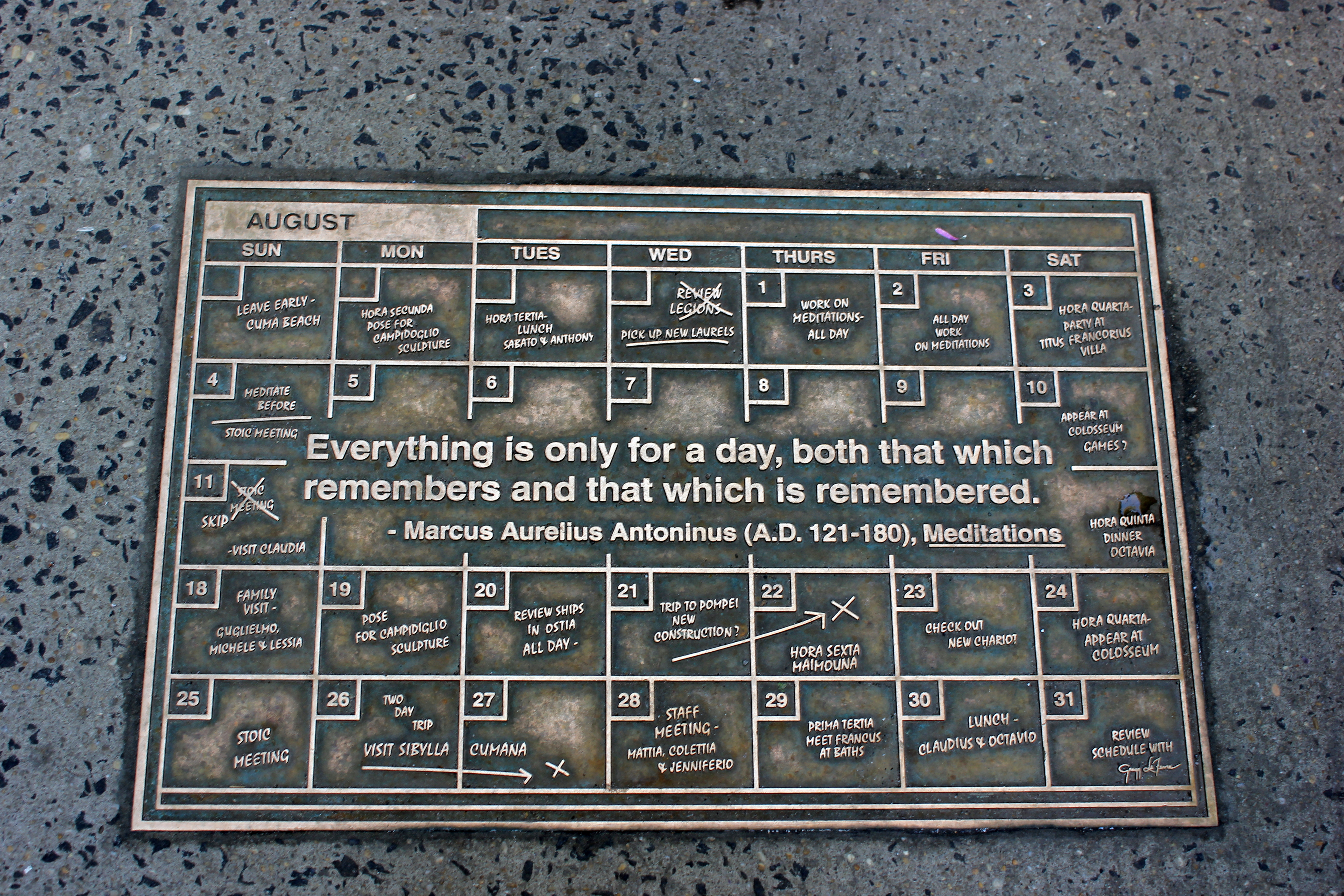
«همه چیز فقط برای یک روز است، هم آن که به یاد می آورد و هم آن که یاد می شود».

## نقل قول‌هایی از کتاب تاملات
«مرا بردار و هر جای این جهان که می‌خواهی بینداز! هر جا که باشم، خدای قلبم را خوشحال و راضی نگه می‌دارد؛ که این نتیجه وقتی‌ست که کردار و رفتار ما، طبعیت حقیقی خود را دنبال کنند…
آیا آنچه که بر من می‌گذرد دلیلی کافی خواهد بود برای این که من بیمار و شکسته، تحقیر شده و گرسنه و در غل و زنجیر باشم؟ آیا (هیچ جا) دلیلی کافی برای این‌گونه زیستن داری؟»
«ای هستی! نظم تو نظم درونی من است: هیچ چیز اگر در زمان مناسب توست، نه برمن زود و نه بر من دیر است. ای حقیقت هستی! هر چه که فصل‌هایت بار آرد بر من میوه (رضا) است: که همه چیز از تو می‌آید و هستی همه چیز در توست و به تو بازمی‌گردد…»

«این فکر را که «من رنج کشیده‌ام» را بیرون کن و رنج خود بیرون خواهد رفت.»
شرم‌آور است که عقل ظاهر مان را شکل می‌دهد اما قادر به شکل‌دادن خود نیست؛ بدیهی است که هیچ‌گاه در زندگی شرایطی بهتر از این برای فراگیری فلسفه نخواهی داشت!
زمانی که روز خود را آغاز می‌کنید، به این فکر کنید که چه موهبت با ارزشیست که زنده اید - که نفس می‌کشید، تفکر می‌کنید، لذت می‌برید، که عشق می‌ورزید.
شادی زندگی شما به کیفیت افکارتان بستگی دارد.
به درونت بنگر! در درونت چشمهٔ قدرتی وجود دارد که هر وقت بخوانی اش، به تو کمک خواهد کرد.
خودت را در رویاهای داشتن چیزهایی که نداری، غرق نکن، اما موهبت‌هایی که دارا هستی را بشمار، و شکرگزارانه به خاطر داشته باش که چطور رؤیای داشتن شان را در سرت می‌پروراندی اگر نداشتی‌شان.
هدف زندگی این نیست که با اکثریت همراه شوی، بلکه در نپیوستن به جمع بی خردان است.
اصلی که بایستی در آینده به خاطر بسپاری، وقتی که رنج‌ها مجبورت می‌کنند که احساس تلخی کنی، این است: که افتادن اتفاق تلخ بداقبالی نیست، که تحمل رنج‌ها بدون از دست دادن امید است که خوش‌اقبالی است.
هرآنچه که قسمتت شده را بپذیر، که چه چیزی مناسب تر از این می‌تواند نیازهای تو را برآورده سازد؟
مجبور نیستی هر پیش آمد بیرونی را تبدیل به موضوعی برای رنج بردن کنی. این نباید تو را ناراحت کند.
همه ما قدرت خوب زندگی کردن را داریم. اگر یاد بگیریم تا نسبت به آنچه هیچ اهمیتی ندارد، بی‌اهمیت باشیم.
مرگ خودت را تصور کن و فکر کن که زندگی ات را به تمامی زندگی کرده‌ای و مرده‌ای. حال، آن فصل‌ها را که زندگی نکرده‌ای به یاد بیاور و زندگی‌ت را به کمال زندگی کن.
مرگ به همه ما لبخند می‌زند، اما تمام آن کاری که انسان می‌تواند انجام دهد، پاسخ دادن آن با لبخندی است
بهترین انتقام این است که شبیه دشمنت نباشی
ذهنت از آنچه تو مکرراً در افکارت نگه می‌داری شکل می‌گیرد، چرا که روح انسان رنگ احساساتش را می‌گیرد.
آنچه که مانع از حرکت می‌شود، خود باعث پیشرفت حرکت است.
آنچه که در میان راه قرار می‌گیرد، خود بخشی از راه می‌شود
می‌توانی آنقدر نفس نکشی تا بمیری اما مردم همچنان مثل قبل زندگی خواهند کرد
تو تنها توانایی کنترل ذهن خودت را داری و نه آنچه که در بیرون اتفاق می‌افتد
این نکته را بفهم و فهمیدنش تو را توانا خواهد کرد
این مرگ نیست که باید انسان از آن بترسد، بلکه او بایستی از این که هیچ‌گاه زندگی کردن را آغاز نکند، بهراسد
هرگز به آینده اجازه نده که مزاحم امروز تو شود. تو آینده را، اگر مجبور باشی، با همان سلاح عقلانیتی که امروز در برابر زمان حال سپر توست، ملاقات خواهی کرد
زندگی شاد به چیزهای زیادی نیاز ندارد؛ تمامش در درون خود توست، در نوع افکارت
فقدان هیچ چیزی جز تغییر نیست، و تغییر مایه شوق طبیعت است.

شادی واقعی یک انسان انجام دادن کارهایی است که او برایشان ساخته شده.